# Francisco Roig
Francisco Roig (ur. 1 kwietnia 1968 w Barcelonie) – hiszpański tenisista.

## Kariera tenisowa
Karierę zawodową Roig rozpoczął w 1987 roku, a zakończył w 2001 roku.
Największe sukcesy Hiszpan odnosił w grze podwójnej, zwyciężając w dziewięciu turniejach z cyklu ATP World Tour i awansując do dwunastu finałów.
W kwietniu 1997 roku Roig zagrał w swoim jedynym meczu w Pucharze Davisa, w rundzie ćwierćfinałowej grupy światowej przeciwko Włochom. W parze z Javierem Sánchezem przegrał z Omarem Camporese i Diegiem Nargiso.
W rankingu gry pojedynczej Roig najwyżej był na 60. miejscu (5 października 1992), a w klasyfikacji gry podwójnej na 23. pozycji (31 lipca 1995).

### Finały w turniejach ATP World Tour
| Nazwa                                                   |
| ------------------------------------------------------- |
| Wielki Szlem                                            |
| Igrzyska olimpijskie                                    |
| ATP Tour World Championships / Tennis Masters Cup       |
| ATP Masters Series                                      |
| ATP Championship Series / ATP International Series Gold |
| ATP World Series / ATP International Series             |

#### Gra podwójna (9–12)
| Końcowy wynik | Nr  | Data                 | Turniej      | Nawierzchnia    | Partner             | Przeciwnicy                          | Wynik finału  |
| ------------- | --- | -------------------- | ------------ | --------------- | ------------------- | ------------------------------------ | ------------- |
| Zwycięzca     | 1.  | 4 sierpnia 1991      | Kitzbühel    | Ceglana         | Tomás Carbonell     | Pablo Arraya Dmitrij Polakow         | 6:7, 6:2, 6:4 |
| Zwycięzca     | 2.  | 11 października 1992 | Ateny        | Ceglana         | Tomás Carbonell     | Marcelo Filippini Mark Koevermans    | 6:3, 6:4      |
| Finalista     | 1.  | 1 listopada 1992     | Guarujá      | Twarda          | Diego Pérez         | Christer Allgardh Carl Limberger     | 4:6, 3:6      |
| Zwycięzca     | 3.  | 15 listopada 1992    | São Paulo    | Twarda          | Diego Pérez         | Christer Allgardh Carl Limberger     | 6:2, 7:6      |
| Finalista     | 2.  | 29 sierpnia 1993     | Umag         | Ceglana         | Jordi Arrese        | Filip Dewulf Tom Vanhoudt            | 4:6, 5:7      |
| Zwycięzca     | 4.  | 28 sierpnia 1994     | Umag         | Ceglana         | Diego Pérez         | Karol Kučera Paul Wekesa             | 6:2, 6:4      |
| Finalista     | 3.  | 30 października 1994 | Santiago     | Ceglana         | Tomás Carbonell     | Karel Nováček Mats Wilander          | 6:4, 6:7, 6:7 |
| Finalista     | 4.  | 13 listopada 1994    | Buenos Aires | Ceglana         | Tomás Carbonell     | Sergio Casal Emilio Sánchez          | 3:6, 2:6      |
| Finalista     | 5.  | 12 lutego 1995       | Dubaj        | Twarda          | Tomás Carbonell     | Grant Connell Patrick Galbraith      | 2:6, 6:4, 3:6 |
| Finalista     | 6.  | 5 marca 1995         | Rotterdam    | Dywanowa (hala) | Tomás Carbonell     | Martin Damm Anders Järryd            | 3:6, 2:6      |
| Zwycięzca     | 5.  | 26 marca 1995        | Casablanca   | Ceglana         | Tomás Carbonell     | Emanuel Couto João Cunha e Silva     | 6:4, 6:1      |
| Zwycięzca     | 6.  | 18 czerwca 1995      | Porto        | Ceglana         | Tomás Carbonell     | Jordi Arrese Àlex Corretja           | 6:3, 7:6      |
| Zwycięzca     | 7.  | 23 lipca 1995        | Stuttgart    | Ceglana         | Tomás Carbonell     | Ellis Ferreira Jan Siemerink         | 3:6, 6:3, 6:4 |
| Zwycięzca     | 8.  | 8 października 1995  | Walencja     | Ceglana         | Tomás Carbonell     | Tom Kempers Jack Waite               | 7:5, 6:3      |
| Finalista     | 7.  | 31 marca 1996        | Casablanca   | Ceglana         | Tomás Carbonell     | Jiří Novák David Rikl                | 6:7, 3:6      |
| Zwycięzca     | 9.  | 14 kwietnia 1996     | Estoril      | Ceglana         | Tomás Carbonell     | Tom Nijssen Greg Van Emburgh         | 6:3, 6:2      |
| Finalista     | 8.  | 22 lipca 1996        | Stuttgart    | Ceglana         | Tomás Carbonell     | Libor Pimek Byron Talbot             | 2:6, 7:5, 4:6 |
| Finalista     | 9.  | 22 lutego 1998       | Antwerpia    | Twarda          | Tomás Carbonell     | Wayne Ferreira Jewgienij Kafielnikow | 5:7, 6:3, 2:6 |
| Finalista     | 10. | 25 października 1998 | Lyon         | Dywanowa (hala) | Tomás Carbonell     | Olivier Delaître Fabrice Santoro     | 2:6, 2:6      |
| Finalista     | 11. | 19 września 1999     | Majorka      | Ceglana         | Alberto Berasategui | Lucas Arnold Ker Tomás Carbonell     | 1:6, 4:6      |
| Finalista     | 12. | 6 maja 2001          | Majorka      | Ceglana         | Feliciano López     | Donald Johnson Jared Palmer          | 5:7, 3:6      |